# Lamprosema auronitens
Lamprosema auronitens là một loài bướm đêm trong họ Crambidae.